# Albert Benjamin Simpson
Albert Benjamin Simpson est un pasteur canadien évangélique non confessionnel, responsable principal de l’Église New York Tabernacle à New York aux États-Unis.  Il est considéré comme le principal fondateur de l'association d'églises de l'Alliance chrétienne et missionnaire et de l'un des premiers instituts de théologie évangéliques, l'Alliance Theological Seminary.

## Biographie
Simpson est né le 15 décembre 1843, à Bayview, près de Cavendish (Île-du-Prince-Édouard), au Canada. Il était le troisième fils et quatrième enfant de James Jr. Simpson et Janet Clark.
Albert a grandi dans une stricte tradition calviniste écossaise presbytérienne et puritaine. Malgré cela, ce n'est que sous le ministère de Henry Grattan Guinness, un évangéliste en visite de l'Irlande lors du Grand réveil de 1859, qu'il a trouvé sa vocation religieuse personnelle .
Il a étudié la théologie au Knox College (Université de Toronto) de Toronto et a obtenu un Bachelor of Divinity en 1865. Il a ensuite été ordonné dans l'Église presbytérienne du Canada.

## Ministère presbytérien
À 21 ans, en 1865, il a accepté un appel à la Knox Presbyterian Church, dans les environs Hamilton (Ontario) .
En décembre 1873, à 30 ans, Simpson a quitté le Canada et a accepté un poste à la plus grande église presbytérienne de Louisville (Kentucky), la Presbyterian Church Chestnut Street. C'est là qu'il a appris la prédication simple de l'Évangile, avec support visuel.  Il a par exemple déjà construit un tabernacle afin d'appuyer son sermon. Malgré son succès, Simpson a été frustré par la réticence des fidèles de l’église à faire un plus grand effort d'évangélisation.
En 1880, Simpson a été appelé à la Thirteenth Street Presbyterian Church à New York. En août 1881, il aurait vécu une guérison divine d’un problème cardiaque. En octobre 1881, il a adopté la vision du baptême du croyant comme symbole d’engagement et s’est fait baptiser par immersion dans une église baptiste. Après avoir discuté de son changement de croyances à son église, il a décidé de la quitter.

## Ministère évangélique
C'est en 1881 qu'il fonde un ministère chrétien évangélique
indépendant pour les nombreux nouveaux immigrants et les démunis de New York . Outre le travail d'évangélisation dans l'église, il a publié en 1882 une revue missionnaire The Gospel in All Lands  (l'Évangile dans tous les pays ), la première revue missionnaire avec des images . Simpson a également fondé et a commencé à publier un magazine illustré intitulé The Word, Work, and World (La Parole, le travail, et le monde). En 1911, ce magazine a pris le nom de The Alliance Weekly, et de l'Alliance Life. C'est encore aujourd'hui la publication officielle de l'Alliance chrétienne et missionnaire, aux États-Unis et au Canada.
En 1882, Simpson a fondé le Missionary Training Institute (devenu le Nyack College), une école missionnaire, à New York . En 1885, il a été invité à la Convention internationale de sainteté et de guérison divine à Londres, par le pasteur américain William Boardman, auteur de « La vie chrétienne supérieure » . Il a enseigné sur la sainteté et en particulier un sermon connu sous le nom de « Lui-même », qui décrit la sanctification comme une focalisation sur Christ lui-même et sur son œuvre sur la croix.
En 1887 à Old Orchard Beach (Maine), aux États-Unis, il a fondé deux organisations évangéliques, The Christian Alliance qui se concentrait des missions intérieures, et The Evangelical Missionary Alliance, qui se concentrait sur des missions à l’étranger. Ces deux organisations ont fusionné en 1897 pour former l'Alliance chrétienne et missionnaire. En 1889, Simpson et son église ont emménagé dans un nouveau bâtiment, au coin de la 44e Rue et 8e Avenue, appelé le New York Tabernacle. C'est devenu la base non seulement de son ministère d'évangélisation dans la ville, mais aussi de son travail de plus en plus missionnaire à travers le monde.

## Enseignement
Frappé par la maladie pour une grande partie de sa vie depuis l'enfance, Simpson a témoigné d'une guérison de maladie du cœur.  Selon lui, la guérison fait partie des bénédictions en Christ. Il a ainsi insisté sur la guérison et a consacré une séance par semaine pour l'enseignement, les témoignages et la prière sur le sujet.
En 1887, Simpson commence une série de sermons appelée “Fourfold Gospel” (Quadruple Évangile) à New York. Selon lui, ce concept représente les quatre aspects du ministère de Jésus-Christ ; "Jésus notre sauveur, sanctificateur, guérisseur, et notre Roi qui vient"  . Sa théologie était christocentrique.

Dans son livre de 1890, « A Larger Christian Life », il a expliqué sa vision de l'Église :

« qui peut être à la fois la mère et la maison de toute forme d'aide et de bénédiction que Jésus est venu donner aux hommes perdus et souffrants, le lieu de naissance et la maison des âmes, la fontaine de guérison et de purification, le refuge, la maison pour les orphelins et les affligés, l'école pour la culture et la formation des enfants de Dieu, l'armurerie où ils sont équipés pour la bataille du Seigneur et l'armée qui mène ces batailles en son nom. »

Au début du XXe siècle, plusieurs membres de l’Alliance ont adopté des croyances pentecôtistes . Toutefois, Simpson était contre le fait que le «parler en langues» serait une preuve obligatoire du baptême du Saint-Esprit et était critique de diverses pratiques du pentecôtisme qu’il considérait excessives, ce qui a conduit au départ de certains pasteurs.
Malgré certaines influences du mouvement de sanctification et du mouvement pour une vie supérieure, il avait des croyances distinctes, notamment parce qu’il croyait en la sanctification progressive ,,.

## Vie privée
Simpson s’est marié avec Margaret L. Henry en 1865, le lendemain de son ordination .